# Eryngium ebracteatum
Eryngium ebracteatum är en flockblommig växtart som beskrevs av Jean-Baptiste de Lamarck. Eryngium ebracteatum ingår i släktet martornar, och familjen flockblommiga växter. Utöver nominatformen finns också underarten E. e. plicatum.

## Bildgalleri

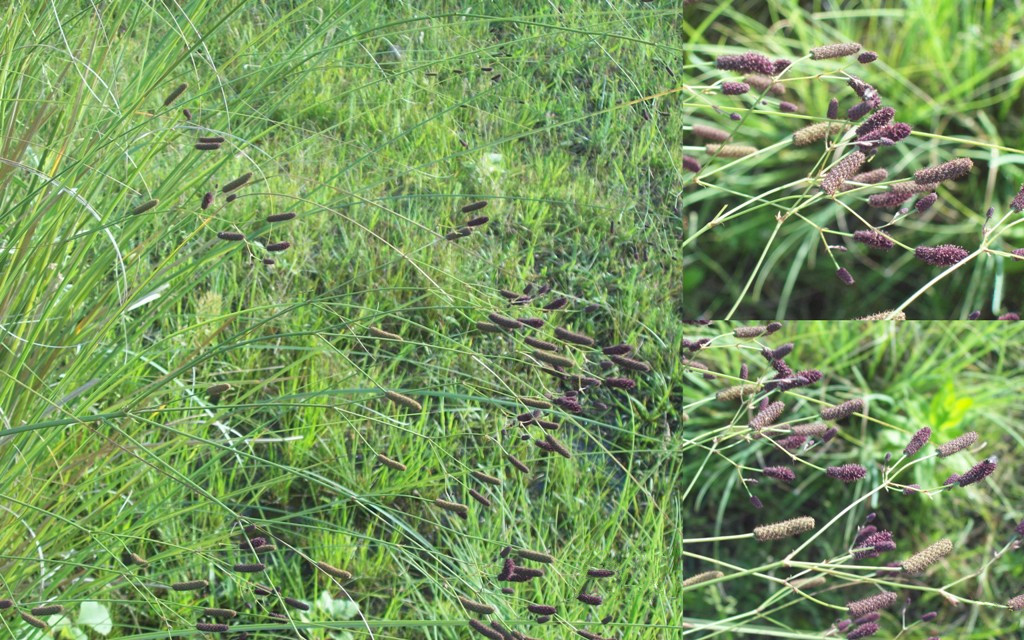